# Карпентер, Нетти
Нетти Карпентер (англ. Nettie Carpenter, урождённая Шори, англ. Shorey; 1865, Нью-Йорк — ?) — британская скрипачка американского происхождения.
Падчерица Уэсли М. Карпентера (1839—1888), нью-йоркского медика, главного редактора журнала «Quarterly Epitome of American Practical Medicine and Surgery»; приняла фамилию отчима после замужества матери в 1879 году и сразу вслед за этим отправилась для получения музыкального образования в Европу.
Окончила Парижскую консерваторию (1884) по классу скрипки Шарля Данкла, но в первую очередь известна как ученица Пабло Сарасате. Ещё в 1882 году дебютировала в Лондоне на Променадных концертах, затем обосновавшись в Англии и уже в 1884 году получив статус ассоциированного члена Королевского филармонического общества. В дальнейшем Карпентер временами выступала дуэтом со своим наставником Сарасате и охотно исполняла его пьесы, в том числе знаменитые Цыганские напевы (иной раз вызывая своим исполнением «фурор»). Бернард Шоу полагал, однако, что у Сарасате мисс Карпентер взяла всё, кроме «исключительной мощи и устойчивости», расценивая, впрочем, и это как «примечательный пример ценности большого мастера для восприимчивого ученика». В 1887—1888 годах на протяжении несколько месяцев участвовала в концертном турне Этельки Герстер по США, организованном Генри Эбби.
В 1891 году вышла замуж за виолончелиста Лео Стерна, концертировала вместе с ним. Брак, однако, оказался недолгим, и сольная карьера Карпентер практически завершилась вместе с ним: в дальнейшем она участвовала в музыкальной жизни лишь спорадически. Вторым браком Карпентер была замужем за оперным певцом и либреттистом Джеймсом Харрисоном Брокбанком (1867—1947); их единственный сын Зигфрид Харрисон Брокбанк (1895—1915), крёстным отцом которого стал Сарасате, погиб на Первой мировой войне.